# Pyramica memorialis
Pyramica memorialis är en myrart som först beskrevs av Mark Deyrup 1998.  Pyramica memorialis ingår i släktet Pyramica och familjen myror. Inga underarter finns listade i Catalogue of Life.

## Bildgalleri

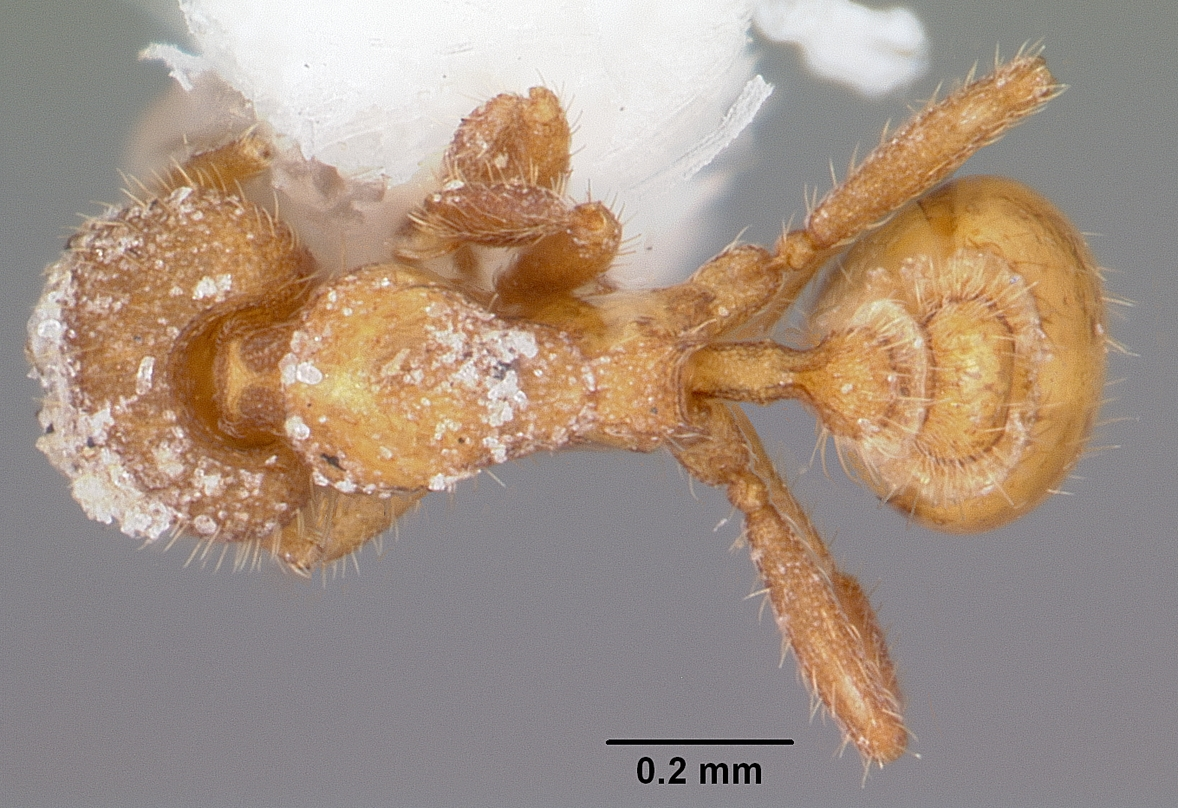
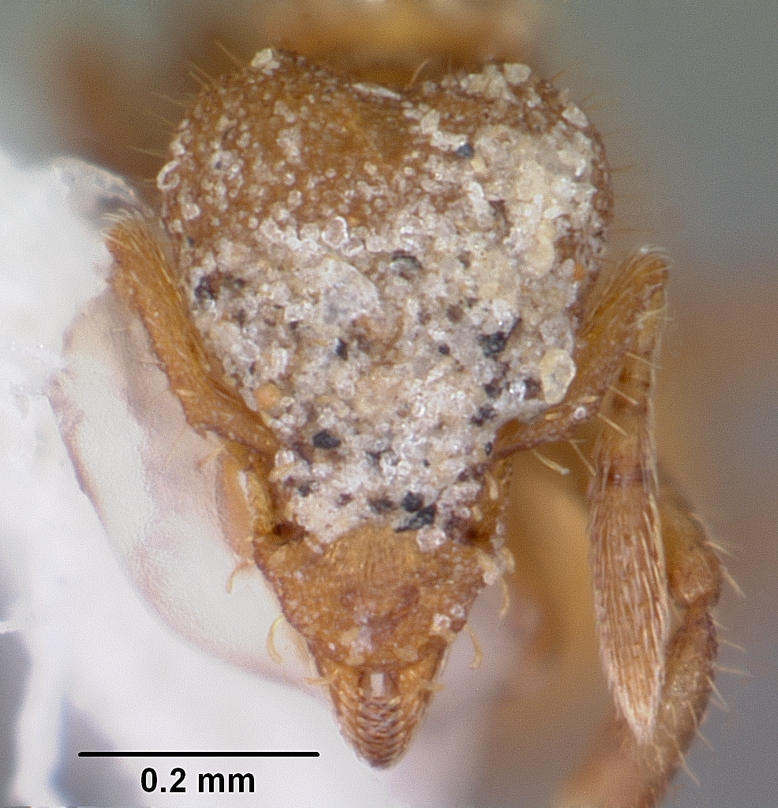
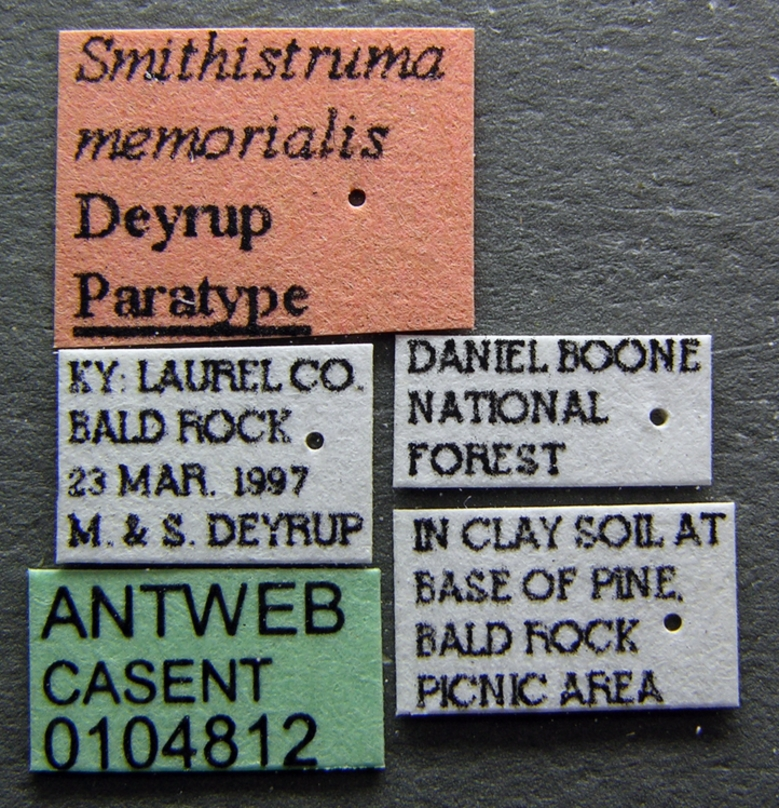
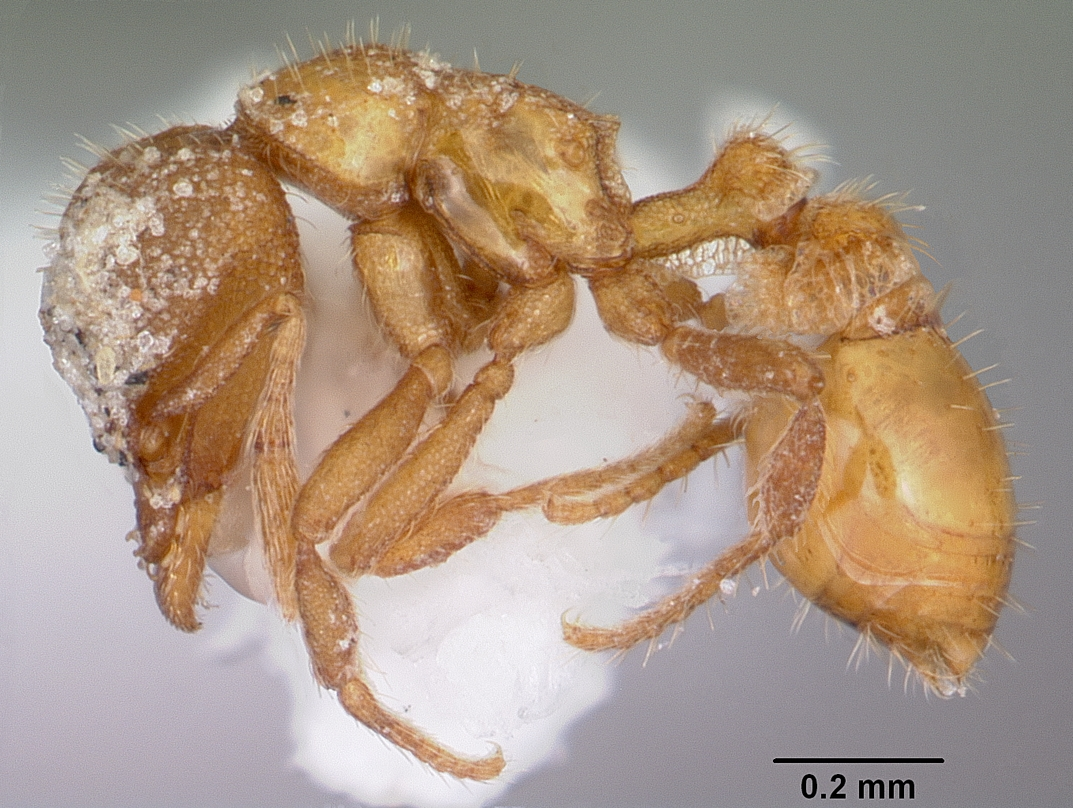